# Helmkopleguaan
De helmkopleguaan (Laemanctus longipes) is een hagedis uit de familie Corytophanidae.

## Uiterlijke kenmerken
De huidkleur is groen met een gele snuit. Hij heeft een lange staart, die viermaal langer is dan zijn lichaamslengte, die 40 tot 70 cm bedraagt. Op zijn kop prijkt een achterwaarts wijzende helm. Op de flanken heeft hij donkergroene dwarsstrepen. De lange poten en klauwen zijn aangepast aan het klimmen.

## Leefwijze
Zijn voedsel bestaat overwegend uit insecten, die met een snelle uitval worden overmeesterd. Tot die tijd zit hij roerloos te wachten. Zelf wordt hij belaagd door roofvogels of slangen, maar dankzij zijn lange klauwen kan hij razendsnel in de bomen vluchten.

## Voortplanting
Een legsel bestaat meestal uit 3 tot 5 eieren, die worden afgezet in ondiepe kuiltjes in de grond of bladstrooisel.

## Verspreiding en leefgebied
Deze soort komt voor in de wouden van Zuid-Mexico tot Nicaragua.